# Brattholmen
Pour les articles homonymes, voir Brattholmen (homonymie).
Brattholmen est un village de Norvège dans le Vestland, situé à environ 10 km de Bergen.